# Верецкий перевал
Верецкий перевал (лат. Porta Rusciae — «Ворота Руси», укр. Ворі́тський перевал, Руські Ворота — Русские ворота) — перевал в районе Подполозья, в Украинских Карпатах. 

## История
Перевал расположен в районе Подполозья, на границе Закарпатской и Львовской областей, на водоразделе рек Стрый и Латорица. Высота перевала 841 метр над уровнем моря. В 300 метрах восточнее перевала проходит нефтепровод «Дружба». Склоны крутые, дорога «из руси в венгры» идёт серпантином. До постройки идущей в обход автодороги М 06, был самым важным перевалом в данной местности. Сейчас перевалом пользуются в основном жители близлежащих сёл и деревень.
Верецкий перевал — священное место для угров (венгров). В 895 году (в другом источнике в 894 — 896 годах) угры (венгры) во главе с Арпадом прошли через него идя из Западной Сибири, от Среднего Урала до Прииртышья, двигаясь на запад, достигли Дуная и поселились в Паннонии, на Тисо-Дунайской низменности, отвоевав придунайские земли у болгар, обретя свою новую родину.
Позже через перевал, как и через Дукельский, Ужоцкий и Яблонецкий, проходили древние торговые пути (дороги) из Руси в центральную Европу.  

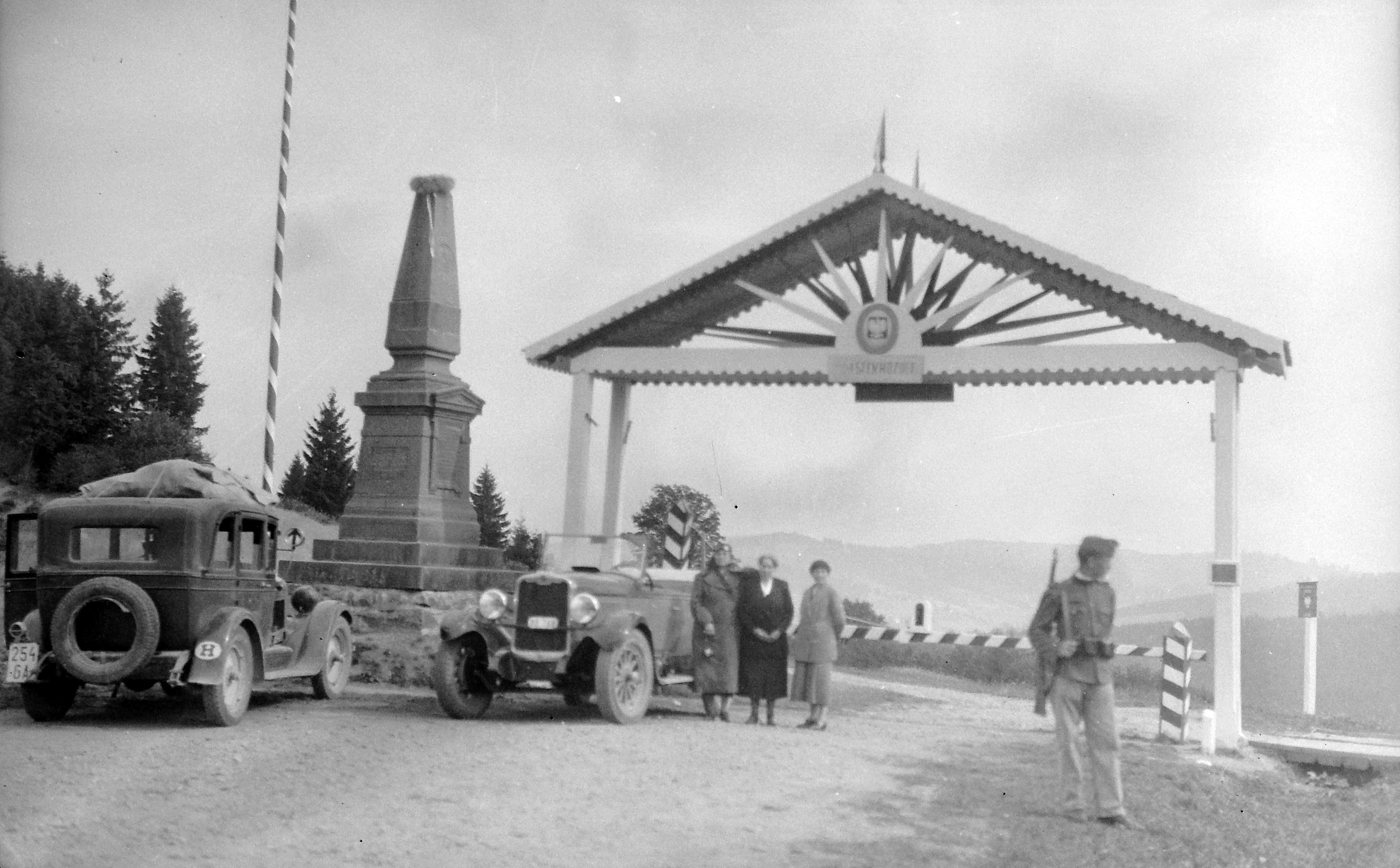
Перевал Верецкей, мемориальный обелиск «Тысячелетие» (снесён в 1950 году) и польские «Ворота победы», 1939 год.
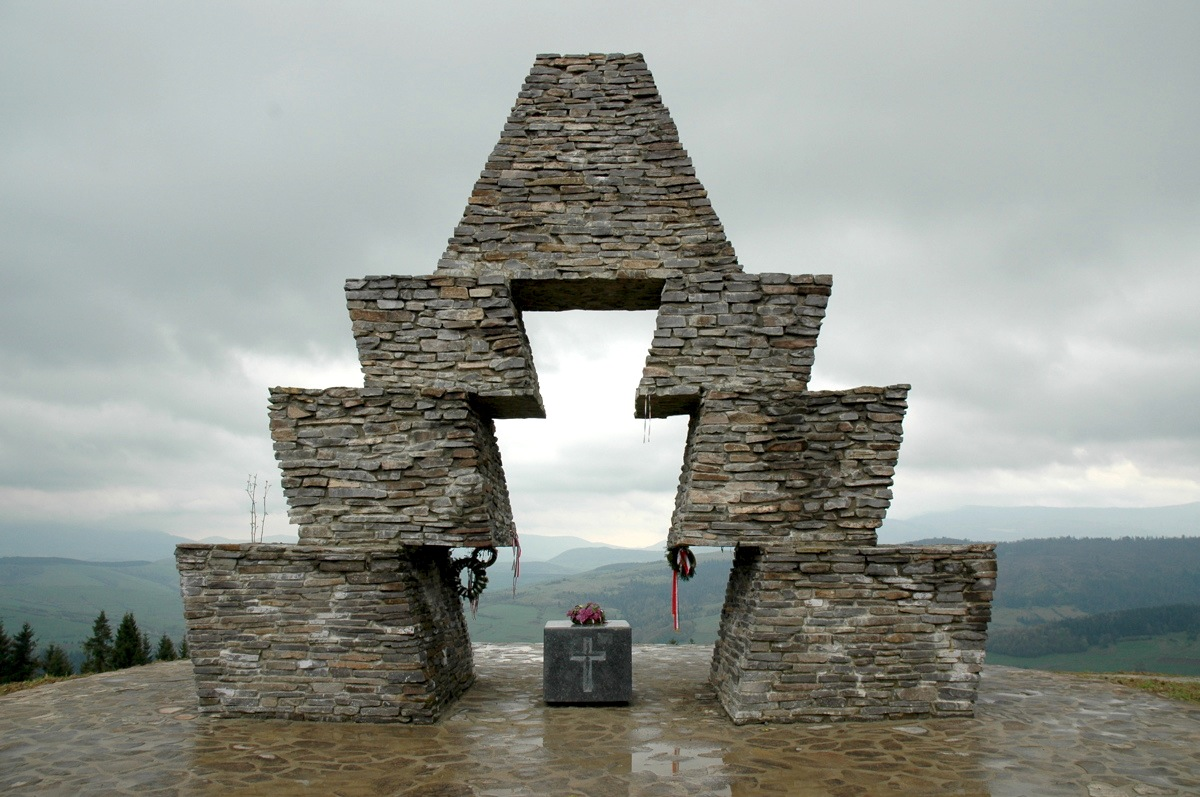
Памятный знак на Верецком перевале в честь 1100-летия перехода венгров через Карпаты. 7 блоков символизируют 7 венгерских племён, а алтарь — кровный договор, который они заключили в ходе переселения на новую родину. Скульптор Пётр Матл.
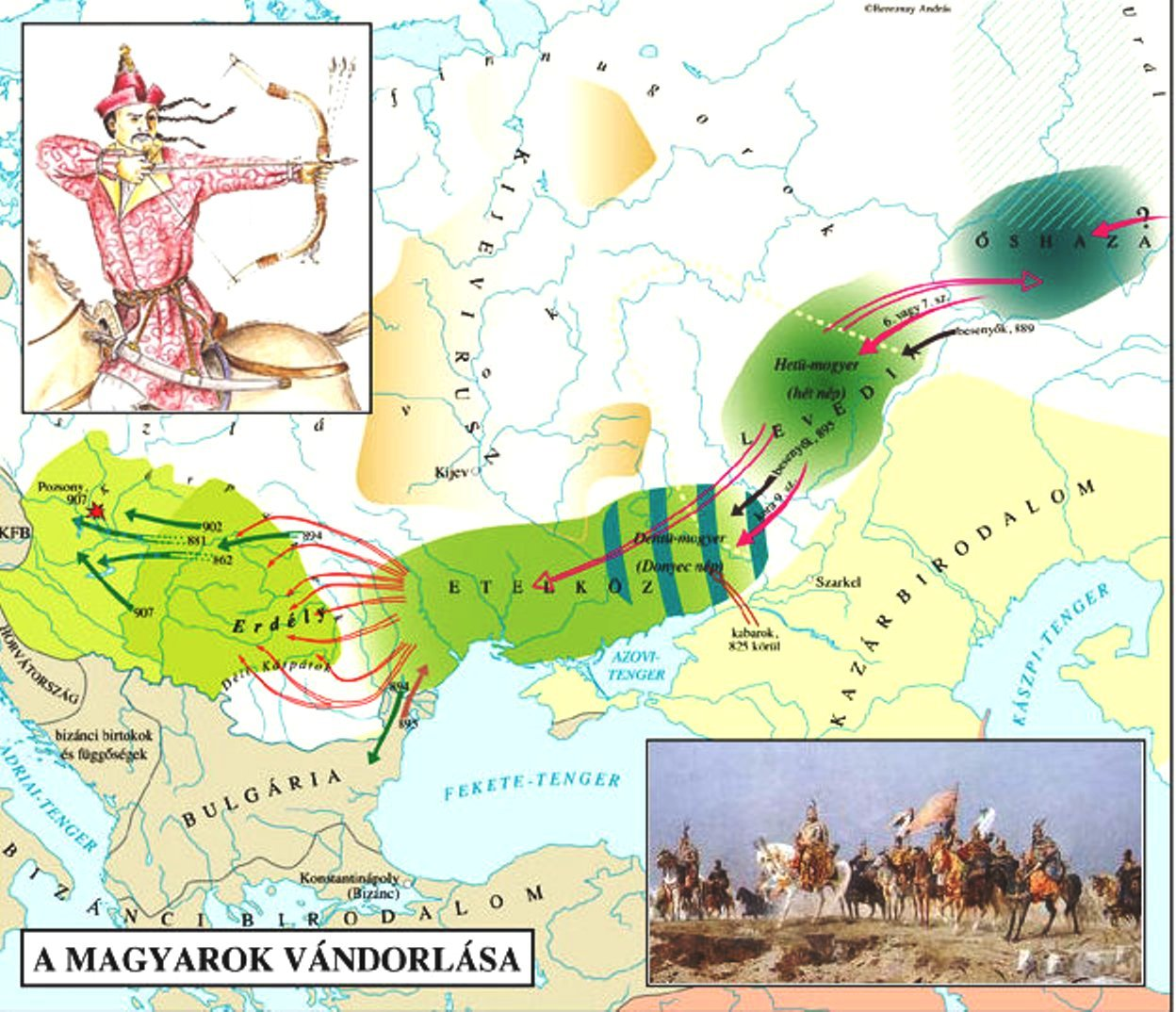
Историческая миграция угров (венгров).